# Vračević
Vračević (en serbe cyrillique : Врачевић) est un village de Serbie situé dans la municipalité de Lajkovac, district de Kolubara. Au recensement de 2011, il comptait 872 habitants.

## Démographie

### Évolution historique de la population
| 1948  | 1953  | 1961  | 1971  | 1981  | 1991  | 2002  | 2011 |
| ----- | ----- | ----- | ----- | ----- | ----- | ----- | ---- |
| 1 517 | 1 540 | 1 462 | 1 389 | 1 236 | 1 174 | 1 019 | 872  |

|  |